# ラヴ・キャン・ムーヴ・マウンテンズ
「ラヴ・キャン・ムーヴ・マウンテンズ」（英: Love Can Move Mountains=愛は山をも動かす）は、1992年発売のセリーヌ・ディオンのセルフタイトルアルバムからの楽曲で、1992年11月2日に世界各国で発売された。アメリカ、カナダ、日本では4枚目、その他の国では3枚目のシングルとして発売されている。

## 概要
作詞・作曲はダイアン・ウォーレンで、プロデュースはリック・ウェイク。
B面に収録されているのは、アルバム非収録曲で当時未発表曲の「クライ・ジャスト・ア・リトル」。この曲はもともとエリザベス・デイリーが1989年に歌った楽曲で、ディオンにとって彼女の曲をカバーするのは2曲目となる（ディオンは1987年に「ラヴ・イン・ザ・シャドーズ」のフランス語編曲版「デリヴァ・モア」を歌い、シングルリリースしている）。
クラブミックスとしてトミー・ムスト（トミー・ムストズ・7インチ・エディット、クラブ・ミックス、アンダーグラウンド・ヴォーカル・ミックス、アンダーグラウンド・インストゥロメンタル、クラブ・ダブ、クラブ・ダブ）、リック・ウェイク、リッチー・ジョーンズ（ウェイク・アンド・ジョーンズ・ダブ）、ダニエル・エイブラハム（ダニエル・エイブラハムズ・7インチ・エディット）らが編曲している。
また、トミー・ムスト編曲の「クラブ・ミックス」は1993年のジュノー賞（Best Dance Recording）を受賞している。
ミュージック・ビデオはジェプ・ブライアンの監督により「ダニエル・エイブラハムズ・7インチ・エディット」に乗せて制作され1992年11月に公開された。このビデオは2001年に発売されたセリーヌ・ディオンのベストアルバムPV集『ザ・ベリー・ベスト〜ビデオ・コレクション』に収録されている。
この曲自体は、いずれもディオンのベストアルバム『ザ・ベリー・ベスト』（1999年）及び『マイ・ラヴ：エッセンシャル・コレクション』（2008年）に収録されている。
このシングルはアメリカのクラブチャートでヒットし、ホット・ダンス・シングル・セールスで3位、ホット・ダンス・クラブ・プレイで5位を記録。ディオンにとってそれらジャンルへは初ランクインとなった。他にもカナダではトップ10入り（8位）し、アメリカのビルボードホット100で36位（同じくビルボードの有線チャートでは35位）を記録するなどヒットした。世界各国で漸進的に成功し、ニールセン・サウンドスキャンによればアメリカ国内で6万枚を売り上げた。

## 収録曲
イギリス版CDシングル
1. 「ラヴ・キャン・ムーヴ・マウンテンズ」（ダニエル・エイブラハムズ・7インチ・エディット） – 4:04
2. 「ビューティー・アンド・ザ・ビースト〜美女と野獣」 – 4:04

世界版CDシングル
1. 「ラヴ・キャン・ムーヴ・マウンテンズ」（ダニエル・エイブラハムズ・7インチ・エディット） – 4:04
2. 「クライ・ジャスト・ア・リトル」 – 4:29

オーストラリア版CDマキシシングル
1. 「ラヴ・キャン・ムーヴ・マウンテンズ」（ダニエル・エイブラハムズ・7インチ・エディット） – 4:04
2. 「クライ・ジャスト・ア・リトル」 – 4:29
3. 「ラヴ・キャン・ムーヴ・マウンテンズ」（クラブ・ミックス） – 5:30
4. 「ラヴ・キャン・ムーヴ・マウンテンズ」（ウェイク・アンド・ジョーンズ・ダブ） – 5:41
5. 「ラヴ・キャン・ムーヴ・マウンテンズ」（アンダーグラウンド・ダブ） – 5:35

ヨーロッパ／イギリス版CDマキシシングル
1. 「ラヴ・キャン・ムーヴ・マウンテンズ」（ダニエル・エイブラハムズ・7インチ・エディット） – 4:04
2. 「ラヴ・キャン・ムーヴ・マウンテンズ」（クラブ・ミックス） – 5:30
3. 「クライ・ジャスト・ア・リトル」 – 4:29
4. 「ビューティー・アンド・ザ・ビースト〜美女と野獣」 – 4:04

ヨーロッパ／イギリス版12"マキシシングル
1. 「ラヴ・キャン・ムーヴ・マウンテンズ」（クラブ・ミックス） – 5:30
2. 「ラヴ・キャン・ムーヴ・マウンテンズ」（アンダーグラウンド・ヴォーカル・ミックス） – 7:10
3. 「ラヴ・キャン・ムーヴ・マウンテンズ」（アンダーグラウンド・インストゥロメンタル） – 4:38
4. 「ラヴ・キャン・ムーヴ・マウンテンズ」（クラブ・ダブ） – 5:30
5. 「ラヴ・キャン・ムーヴ・マウンテンズ」（アンダーグラウンド・ダブ） – 5:35
6. 「ラヴ・キャン・ムーヴ・マウンテンズ」（ウェイク・アンド・ジョーンズ・ダブ） – 5:41

アメリカ版CDマキシシングル
1. 「ラヴ・キャン・ムーヴ・マウンテンズ」（ダニエル・エイブラハムズ・7インチ・エディット） – 4:04
2. 「ラヴ・キャン・ムーヴ・マウンテンズ」（トミー・ムストズ・7インチ・エディット） – 4:10
3. 「ラヴ・キャン・ムーヴ・マウンテンズ」（クラブ・ミックス） – 5:30
4. 「ラヴ・キャン・ムーヴ・マウンテンズ」（アンダーグラウンド・ヴォーカル・ミックス） – 7:10
5. 「エニイ・アザー・ウェイ」（リミックス） – 5:39
6. 「ユニゾン」（メインストリーム・ミックス） – 7:15

アメリカ版12"マキシシングル
1. 「ラヴ・キャン・ムーヴ・マウンテンズ」（クラブ・ミックス） – 5:30
2. 「ラヴ・キャン・ムーヴ・マウンテンズ」（アンダーグラウンド・ヴォーカル・ミックス） – 7:10
3. 「ラヴ・キャン・ムーヴ・マウンテンズ」（ウェイク・アンド・ジョーンズ・ダブ） – 5:41
4. 「ラヴ・キャン・ムーヴ・マウンテンズ」（クラブ・ダブ） – 5:30
5. 「ラヴ・キャン・ムーヴ・マウンテンズ」（アンダーグラウンド・ダブ） – 5:35
6. 「ユニゾン」（メインストリーム・ミックス） – 7:15

## 公式編曲版
1. 「ラヴ・キャン・ムーヴ・マウンテンズ」（トミー・ムストズ・7インチ・エディット） – 4:10
2. 「ラヴ・キャン・ムーヴ・マウンテンズ」（クラブ・ダブ） – 5:30
3. 「ラヴ・キャン・ムーヴ・マウンテンズ」（アンダーグラウンド・ヴォーカル・ミックス） – 7:10
4. 「ラヴ・キャン・ムーヴ・マウンテンズ」（アンダーグラウンド・インストゥロメンタル） – 4:38
5. 「ラヴ・キャン・ムーヴ・マウンテンズ」（アンダーグラウンド・ダブ） – 5:35
6. 「ラヴ・キャン・ムーヴ・マウンテンズ」（ウェイク・アンド・ジョーンズ・ダブ） – 5:41
7. 「ラヴ・キャン・ムーヴ・マウンテンズ」（ダニエル・エイブラハムズ・7インチ・エディット） – 4:04
8. 「ラヴ・キャン・ムーヴ・マウンテンズ」（アルバム・バージョン） – 4:53
9. 「ラヴ・キャン・ムーヴ・マウンテンズ」 (『Taking Chances ワールド・ツアー:ザ・コンサート』ライブ) – 4:38
10. 「ラヴ・キャン・ムーヴ・マウンテンズ」 (『ア・ロランピア』ライブ) – 5:25
11. 「ラヴ・キャン・ムーヴ・マウンテンズ」 (ウィズ・ゴッズ・プロパティ) – 5:05

## チャート
| チャート（1992年）                                         | 最高位 |
| ---------------------------------------------------------- | ------ |
| オーストラリア・シングルチャート                           | 54     |
| カナダ・レコード小売シングルチャート                       | 8      |
| カナダ・レコードコンテンポラリーヒットラジオチャート       | 3      |
| カナダ・RPMトップシングル                                  | 2      |
| カナダ・RPMアダルトコンテンポラリー                        | 1      |
| カナダ・RPMダンス／アーバン                                | 5      |
| ドイツ・シングルチャート                                   | 61     |
| 全英シングルチャート                                       | 46     |
| アメリカ・ビルボードホット100                              | 36     |
| アメリカ・ビルボードホットアダルトコンテンポラリートラック | 8      |
| アメリカ・ビルボードホットダンスクラブプレイ               | 5      |
| アメリカ・ビルボードホットダンスシングルセールス           | 3      |
| アメリカ・ビルボードトップ40メインストリーム               | 22     |